# Leandro N. Alem
Leandro Nicéforo Alem (Buenos Aires, 11 de março de 1842 – Buenos Aires 1 de julho de 1896) foi um político argentino. Como político foi eleito por duas vezes deputado provincial ocupando também por duas vezes uma cadeira no senador nacional.
Foi o fundador do partido Unión Cívica Radical.

## Morte
Após o fracasso da Revolução Argentina de 1893, Leandro Alem observou de perto a desbandada de muitos de seus partidários. Sentindo-se decepcionado e traído, ele morreu por suicídio em 1 de julho de 1896, atirando contra si mesmo dentro de uma carruagem.